# Porsche Vision Gran Turismo
Der Porsche Vision Gran Turismo ist ein Supersportwagen-Konzept des deutschen Automobilherstellers Porsche.
Das Fahrzeug ist die erste Konzeptstudie seitens Porsche, die speziell für den Einsatz in einem Computerspiel entwickelt wurde. Es soll zukunftsweisende Versionen bekannter Porsche-Designelemente zeigen und durch die tief angesetzte Fronthaube, die ausgeprägten Kotflügel und das schmale Leuchtenband am Heck Assoziationen sowohl zum 911 als auch zu Taycan schaffen. Im Innenraum geht Porsche neue Wege, indem beim Konzeptfahrzeug nur vegane Materialien verbaut sein sollen.
Virtuell stehen 820 kW (1115 PS) bereit, mit der Overboost-Funktion sogar 950 kW (1292 PS). Damit soll der Sprint auf 100 km/h in 2,1 Sekunden, derjenige auf 200 km/h in 5,4 Sekunden möglich sein. Die Höchstgeschwindigkeit soll 350 km/h betragen, die 87 kWh große Batterie für 500 Kilometer reichen.
Obschon das Fahrzeug ausschließlich für das Videospiel Gran Turismo Sport entwickelt wurde, baute Porsche ein rollfähiges Modell ohne Motor, da der Vision Gran Turismo im Spiel über einen rein elektrischen Antrieb verfügt. Dieses ganz in Weiß gehaltene Modell wurde am 24. August 2022 auf der Gamescom in Köln dem Publikum vorgestellt und von dem belgischen Künstler VEXX live bemalt; in einem für ihn typischen Street-Art-Stil. Danach wurde das Fahrzeug ins Porsche-Museum gestellt.

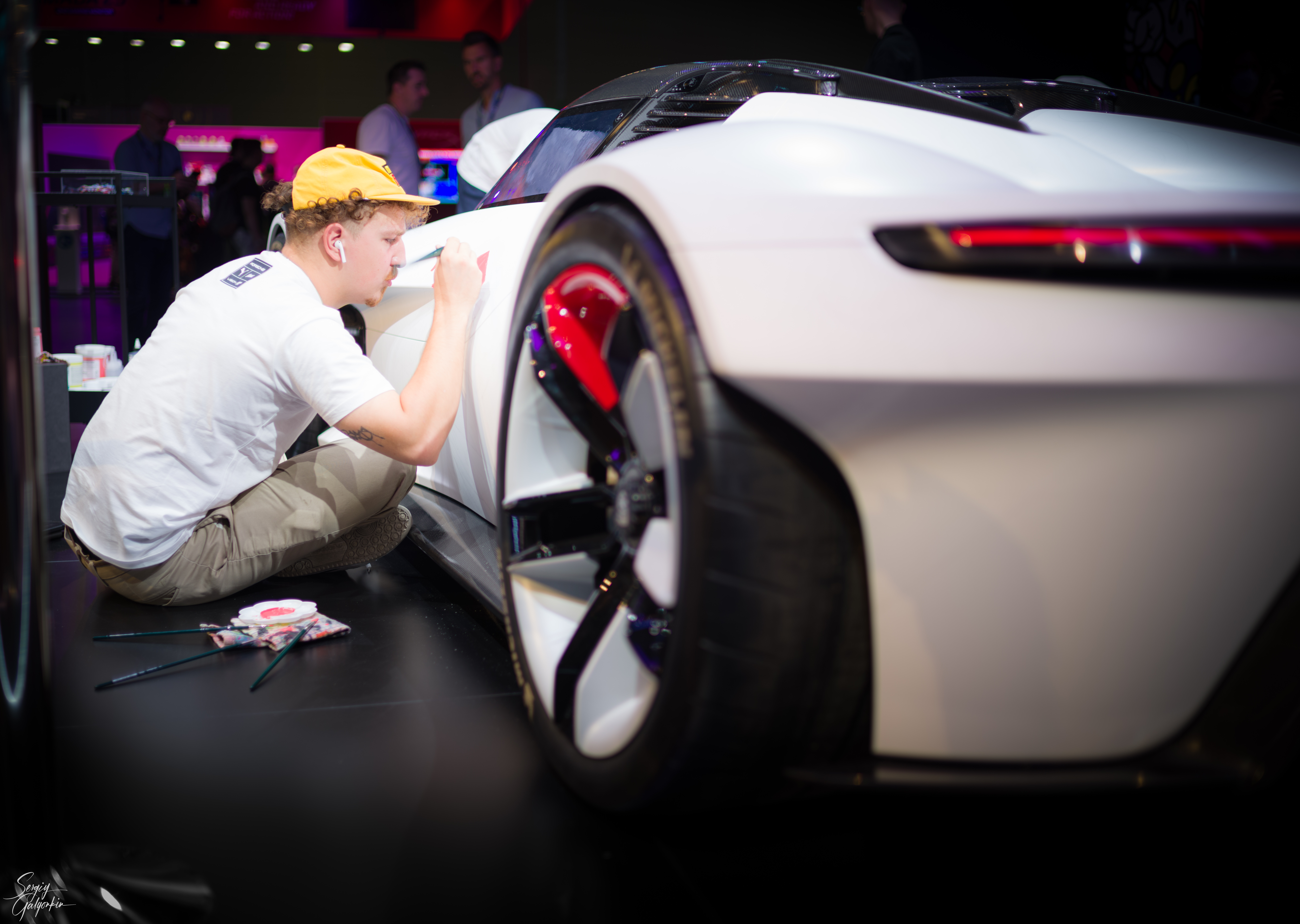
Künstler VEXX bei der Bemalung
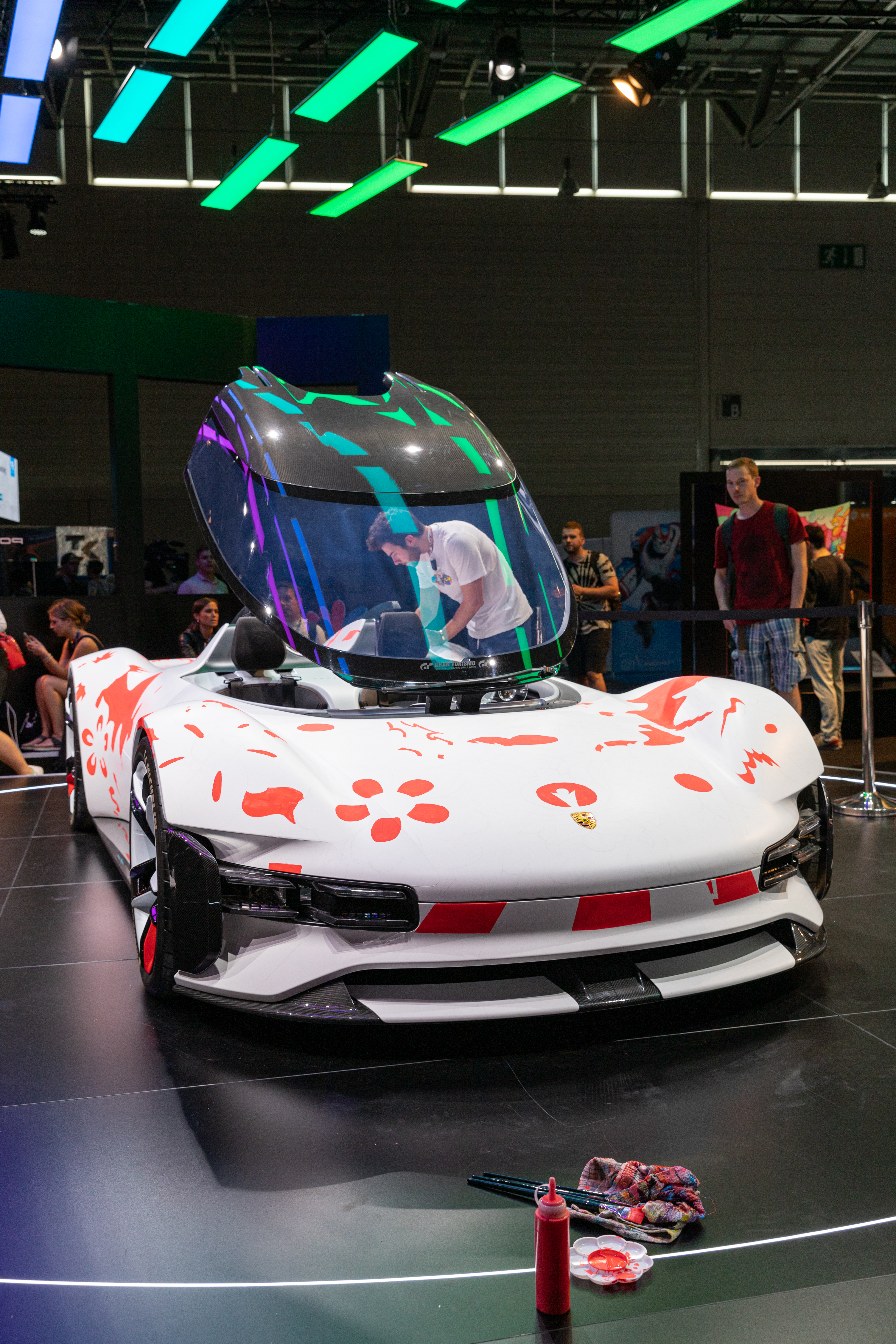
Frontansicht (noch nicht fertig bemalt)